# Манцано
Манцано (італ. Manzano) — муніципалітет в Італії, у регіоні Фріулі-Венеція-Джулія,  провінція Удіне.
Манцано розташоване на відстані близько 460 км на північ від Рима, 55 км на північний захід від Трієста, 15 км на південний схід від Удіне.
Населення — 6508 осіб (2014).
Щорічний фестиваль відбувається 14 лютого. Покровитель — святий Валентин.

## Демографія
Населення за роками:

Станом на 1 січня 2023 року в муніципалітеті офіційно проживало 835 іноземців з 47 країн, серед них 203 громадяни країн Євросоюзу та 47 громадян України.

## Сусідні муніципалітети
- Буттріо
- Корно-ді-Розаццо
- Павія-ді-Удіне
- Премаріакко
- Сан-Джованні-аль-Натізоне
- Тривіньяно-Удінезе